# Leonardo Gomes (lutador)
Leonardo Gomes (Goiânia, 14 de maio de 1983) é um lutador brasileiro de taekwondo.